# سيباستيان ساناتور
سيباستيان ساناتور (بالإسبانية: Sebastian Senatore)‏ (17 ديسمبر 1985 بمونتفيدو في الأوروغواي - ) هو لاعب كرة قدم أوروغواني في مركز الدفاع. لعب مع غيفلي ومونتيفيديو واندررز ونادي سيريانسكا ونادي هاماربي لكرة القدم وHammarby Talang FF ‏ وHuddinge IF ‏ وفاربرغس بويس ‏ وBoo FK ‏ وHammarby IF ‏ ونادي فاسالوندس ونادي إسكلستونا.

## وصلات خارجية
- سيباستيان ساناتور على موقع اتحاد السويد (السويدية)
- سيباستيان ساناتور على موقع قاعدة بيانات كرة القدم.إي يو (الإنجليزية)